# Platylomalus kusuii
Platylomalus kusuii är en skalbaggsart som beskrevs av Ôhara 1994. Platylomalus kusuii ingår i släktet Platylomalus och familjen stumpbaggar. Inga underarter finns listade i Catalogue of Life.